# Marcatruda
Marcatruda (en francés, Marcatrude) era una reina franca del siglo VI, cuyas fechas de nacimiento y defunción se desconocen.
Hija de Magnacairo, duque de los «francos llamados transjuranos», se convirtió, en fecha que no se conoce, en la segunda esposa de Gontrán, rey franco de Burgundia (Borgoña). El matrimonio no tuvo descendencia y su marido la repudió en el año 565.